# Nancy Okail
Nancy Okail (c. 1978) es una activista y académica de Egipto, estudiosa de la democracia y las relaciones de poder en la ayuda exterior. En 2013, Okail fue sentenciada in absentia a cinco años de cárcel en el controvertido caso judicial contra ONG nacionales y extranjeras. En diciembre de 2018 fue absuelta de sus cargos.
Okail habla de forma pública sobre la política y la sociedad civil del Medio Oriente y ha dado conferencias en las universidades de Princeton, Stanford, Johns Hopkins, Tufts y Georgetown. Sus entrevistas y artículos han aparecido en medios internacionales, como CNN, The Atlantic, Huffington Post,Al monitor, NPR, Cairo Review y The Washington Post.

## Carrera
Okail tiene un doctorado en Desarrollo Internacional otorgado por el Instituto de Estudios de Desarrollo de la Universidad de Sussex (2005-2009). Previamente realizó una maestría en Ciencias Políticas, con una especialización en desarrollo internacional, de la Universidad Americana en El Cairo (2003) y obtuvo un título de grado con honores en Economía, recibido de la misma institución en el 2000.
Okail es la directora ejecutiva del Instituto Tahrir para la Política de Medio Oriente (TIMEP por sus siglas en inglés), localizado en Washington D. C. Antes de ocupar ese cargo, fue la directora de un programa de la Freedom House destinado a Egipto. Ha promovido la democracia y el desarrollo en Oriente Medio y en África del Norte durante gran parte de su trayectoria y es una académica visitante de la Escuela de Estudios Internacionales Avanzados en la Universidad Johns Hopkins.
Anteriormente, había trabajado junto al gobierno egipcio como una evaluadora externa de la ayuda internacional y había dirigido programas para organizaciones egipcias a favor de la democracia, instituciones que significaron un desafío para el régimen de Hosni Mubarak. En 2005 viajó a los Estados Unidos por una beca en el Centro de la Democracia en Desarrollo y Estado de Derecho de la Universidad de Stanford. Más tarde se trasladó al Reino Unido para realizar su doctorado en el Instituto de Estudios del Desarrollo en la Universidad de Sussex, cuando ganó la beca Chevening.
En 2011, Okail regresó a Egipto para participar en las luchas de la transición democrática después de la Revolución del 25 de enero. Poco tiempo después de su llegada, fue objeto de acoso por parte de la seguridad estatal, hasta que fue acusada en el juicio a las ONG. Sus profesores y colegas de Stanford y Sussex defendieron su inocencia y se pusieron en contra de la injusticia del gobierno egipcio. Expresaron su apoyo escribiendo en su defensa desde el extranjero. Entre quienes la reivindicaron se encuentran el economista Lawrence Haddad y Naysan Adlparvar, de Sussex.

## Juicio de las ONG
Las relaciones bilaterales entre Estados Unidos y Egipto, aunque históricamente amistosas, se tensaron durante la Revolución egipcia de 2011. En aquel entonces los miembros del gobierno intentaron alentar al expresidente Mubarak para que lleve a cabo reformas gubernamentales, que permita las protestas pacíficas y se abstenga de usar la violencia contra los manifestantes. Las relaciones entre ambos países tocaron fondo cuando el gobierno allanó las oficinas de diecisiete ONG nacionales y extranjeras, entre las cuales estaban el Instituto Republicano Internacional, Freedom House, el Instituto Nacional Demócrata para los Asuntos Internacionales y la Fundación Konrad Adenauer. Los empleados de estas agencias fueron arrestados bajo acusaciones de financiamiento ilegal de manos extranjeras, de trabajar sin permiso legal y fomentar los disturbios en Egipto. Estados Unidos respondió con la amenaza de retener un monto de 1,3 mil millones de dólares, destinado a la ayuda militar, y consideró a los allanamientos un ataque a los valores democráticos.
Como varios de los empleados acusados eran estadounidenses, su país reaccionó rápido, con el fin de asegurar que los prisioneros sean liberados. Sin embargo, el gobierno egipcio se negó a permitir que los acusados abandonaran el país y continuó con la investigación. A siete de estos empleados se los agregó a una lista para impedir que viajaran en avión, y los medios egipcios describieron el caso como «una lucha por la soberanía nacional contra los matones occidentales».
Sin embargo, para Okail fue una oportunidad para darle voz a sus preocupaciones sobre los derechos humanos y las libertades en Egipto, y hablar sobre la relación precaria y antojadiza entre Estados Unidos y Egipto. Comentó al respecto: «Cuando Estados Unidos decide entregar la ayuda militar a Egipto sin pensar en las consecuencias que esto tendrá para nosotros, nos deja el mensaje de que a Occidente y Estados Unidos no les importa la democracia y los derechos humanos. Solo les importa la estabilidad estratégica. Nosotros, los defendidos, nos sentimos traicionados. La batalla que libramos en nuestra celda, escuchando los gritos que piden nuestra ejecución, no es una batalla por nuestra libertad, sino para liberar a la sociedad egipcia».
Los estadounidenses enjuiciados pudieron dejar el país después de pagar fianza, pero Okail y los otros acusados egipcios permanecieron en su país. Okail se fue de allí seis meses antes de que iniciara el juicio y sus compatriotas lo hicieron poco tiempo antes del veredicto, dado el empeoramiento de la situación política de Egipto. A Okail se la juzgó in absentia y se la sentenció a cinco años de cárcel. Al oírlo, mencionó que «cuando fue la Revolución, volví a Egipto para trabajar en los derechos humanos y la democracia, y me declararon culpable y me sentenciaron a cinco años de prisión, mientras que los policías acusados de matar a los manifestantes fueron todos absueltos. No puedo decir más que eso».
La historia de Okail, la defendida número 34 en el controvertido caso del Tribunal Egipcio contra las ONG nacionales y extranjeras, figuró en varios medios internacionales, como The New York Times, The Washington Post y The Global Post. Existe una fotografía de Okail leyendo el Homenaje a Cataluña de George Orwell en una celda, mientras esperaba su juicio en el tribunal, lo que fue considerado un gesto político. Luego de esperar seis meses, finalmente su sentencia llegó el 4 de junio de 2013 y fue de cinco años de cárcel, in absentia, mientras se encontraba en Estados Unidos. No podía regresar a Egipto, donde quedó su familia, incluso sus hijos pequeños. En diciembre de 2018 fue absuelta de sus cargos.